# مدينة إنشي
مدينة إنشي (بالصينية: 恩施市) هي مدينة على مستوى مقاطعة، في الصين، تقع في Enshi Tujia and Miao Autonomous Prefecture ‏، هي عاصمة Ba (state) ‏، بلغ عدد سكانها 780,000 نسمة وذلك حسب إحصائيات سنة 2011، تبلغ مساحتها 3,972 كيلومتر مربع، رمزها البريدي هو 445000.

## التقسيمات الإدارية
- Xintangxiang  [لغات أخرى]‏.